# 羅馬歌劇院

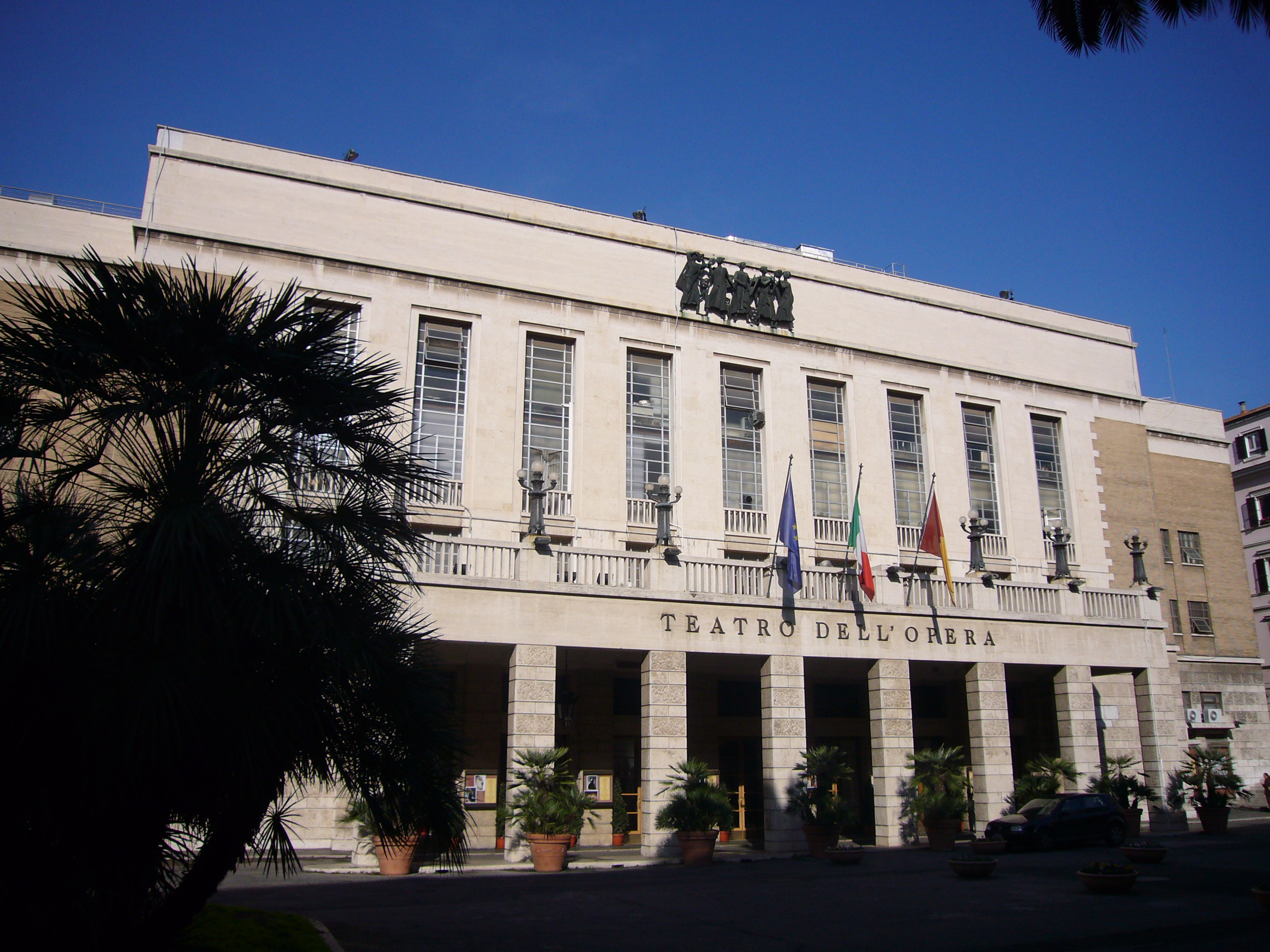
羅馬歌劇院

羅馬歌劇院（義大利語：Teatro dell'Opera di Roma）是位於義大利首都羅馬的一座歌劇院。歌劇院的前身是開幕於1880年11月的科斯塔察的劇場，在經過數次更名和施工之後，今日羅馬歌劇院總共可容納約1,600人觀眾。